# Ján Zoričák

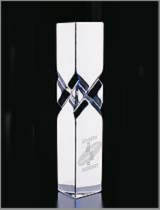
Borne de Cristal

Ján Zoričák, fr. Yan Zoritchak (* 13. listopadu 1944, Ždiar) je slovenský sklářský výtvarník a pedagog žijící od roku 1970 ve Francii. Je jedním z nejuznávanějších autorů současné světové sklářské tvorby.

## Život
Ján Zoričák se narodil v chudé rodině v zemědělské a dřevorubecké obci Ždiar v Belianských Tatrách jako nejstarší ze šesti dětí. Po náhodném setkání se sochařem pracujícím v Ždiaru se rozhodl studovat na střední výtvarné škole v Bratislavě. Složil přijímací zkoušky, ale pro nedostatek míst v Bratislavě dostal možnost studovat na Střední uměleckoprůmyslové školy sklářské v Železném Brodu, kterou v té době vedl Stanislav Libenský. Zoričák pokračoval ve studiu na Vysoké škole uměleckoprůmyslové v Praze v ateliéru Karla Štipla a Václava Plátka. Jeho spolužáky byli Aleš Vašíček, Marian Karel, Pavel Mizera nebo Pavel Dostál. V liberální atmosféře druhé poloviny 60. let se studenti vzbouřili proti autoritářské výuce V. Plátka a vymohli si přechod ke Stanislavu Libenskému, kde Zoričák absolvoval roku 1969. V době studií zvítězil v soutěži o účast na světové výstavě Expo ´67 v Montrealu a vystavil zde svou kolekci skla. V letech 1966-1969 pravidelně cestoval do Francie a navštívil mj. ateliér Constantina Brâncuși.
V Praze se seznámil se svou francouzskou manželkou Catherine a roku 1970 se s ní přestěhoval do Francie. Usadil se v obci Talloires pod Savojskými Alpami na břehu Lac d'Annecy, kde si zrekonstruoval starý dům ze 17. století a zřídil sklářský ateliér. Jeho povaze vyhovuje tvořit v dobrovolné izolaci v horách, daleko od rušivých vlivů vnějšího světa. V době, kdy přesídlil do Francie, byla tamní ateliérová skleněná plastika v hlubokém útlumu, chyběla podpora společnosti a neexistovaly skupiny věnující se autorskému sklu. Situace se změnila až roku 1980, kdy byl Ján Zoričák jako jediný francouzský sklářský výtvarník zastoupen na putovní výstavě Muzea skla z Corningu. V 80. letech začal působit jako konzultant a poradce při francouzském Ministerstvu kultury a roku 1982 dal podnět k založení prvního francouzského muzea současného skla a sklářského centra v Sars-Poteries (Museé du Verre de Sars-Poteries). Muzeum bylo otevřeno zároveň s prvním ročníkem sklářského sympozia, které se spolu se sklářskými kursy proslavilo ve světě a trvá do současnosti.
Ján Zoričák také hrál významnou roli při tvorbě programu a cílů CIRVA (Centre Internationale de Recherche sur le Verre) v Marseille, otevřeného roku 1984. Vedl první zdejší kurzy a CIRVA se později stalo součástí École de Beaux Arts v Aix-en-Provence. Ján Zoričák byl oceněn roku 1987 udělením titulu Chevalier de l'Ordre des Arts et des Lettres. V následujících letech pomohl univerzitám v Quebecu a Montrealu v Kanadě vybudovat sklářská centra a organizovat výuku studentů. Opakovaně se vrací i na Slovensko a ve své rodné obci Ždiar založil Galerii současného sklářského umění. Ve světě se prosadil jako jeden z nejuznávanějších sklářských výtvarníků a jeho díla byla vystavena na více než osmdesáti autorských výstavách.

### Ocenění
- 1972 Bronzová medaile, Exempla ´72, Mnichov
- 1980 Druhá cena, Zentralschweizer Glaspreis, Luzern
- 1983 Prix d'Honneur, Valencia
- 1984 Prix de Sculpture, Biennale de Bratislava
- 1985 Grand Prix, World Glass Now, Sapporo
- 1987 Chevalier de l'Ordre des Arts et des Lettres, Francie
- 1988 Prix d'excellence au Glass Craft Contest, Kanazawa
- 1990 Gold medal, IEG, Kanazawa
- 1995 Prix d'Honneur, IEG, Kanazawa
- 2014 Prix Imro Weiner-Kráľ, Institut français de Slovaquie[4]

## Dílo
Ján Zoričák na Expo v Montrealu představil vázu s opticky řezaným dekorem a rytý talíř, které ještě reflektovaly estetiku 60. let. Roku 1968 byl spoluautorem 50,-Kč mince k 50. výročí vzniku Československa.
Již během studia patřil k zakladatelům takzvané prizmatické plastiky. Sám k tomu uvedl: „Na Vysoké škole uměleckoprůmyslové v Praze měli sklářskou pec jen pro vyvolené studenty a já se k ní nedostal. Proto jsem si vytvořil vlastní postupy." Abstraktní díla z broušeného optického skla, které spolu se svými spolužáky představil na klauzurách v letním semestru 1969, zaskočila svou novostí i prof. Stanislava Libenského a vyvolala na VŠUP vášnivé diskuse. Zoričák představil plastiku Varhany (1968), která měla vyzrálé skulpturální pojetí a mimořádnou plastiku Vejce, jejíž umělecký apel přetrval do současnosti.
Zabývá se převážně technikou taveného a broušeného skla a sám realizuje celý postup. Jeho dílo je snadno rozpoznatelné a svým originálním uměleckým ztvárněním ho řadí mezi průkopníky a propagátory nového přístupu ke sklu jako samostatnému výtvarnému mediu. Je inovátorem technologických postupů při zpracování skla. Jeho optické vlastnosti zdůrazňuje čočkovitými výbrusy, zvlněním či zešikmením základních geometrických forem. K umocnění výsledného účinku užívá barvy, matování nebo leštění. Do skleněných plastik vkládá měď a drahé kovy a počítá také s jejich fyzikálními či chemickými reakcemi. Využívá i bloky olovnatého skla, které sloužily při experimentech na částičových urychlovačích v CERNu a vyznačují se vysokou hustotou, odolností a houževnatostí i vysokým leskem.
Své skleněné plastiky tvoří v cyklech, jejichž názvy se většinou vztahují k vesmíru (Vesmírné signály, Poslové vesmíru, Velký třesk, Nebeské kytice, Nebeské zahrady, Hvězdy, ad.) Ján Zoričák považován za tvůrce aktuálních trendů ve sklářské tvorbě.

### Sbírky (výběr)
- Museum of Decorative Arts (Louvre, France)
- Corning Museum of Glass
- Toledo Museum of Glass (USA)
- Glass Museum Ebeltoft (Denmark)
- Glass Museum Frauenau (Germany)
- Glass Museum in Lviv (Ukraine)
- Glass Museum Alcorcon (Spain)
- Toyama Glass Museum (Japan)
- Musée du verre Liège
- Musée des Arts Décoratifs Lausanne
- Yokohama Museum of Modern Art Yokohama
- Musée du Verre Charleroi
- Museum für Kunst und Gewerbe Hamburg
- Zhejiang Glass Museum
- Moravská galerie v Brně[9]
- Uměleckoprůmyslové muzeum v Praze

### Výstavy
Ján Zoričák měl v letech 1973-2021 více než osmdesát autorských výstav po celém světě a zúčastnil se stovek skupinových výstav.